# 카타르의 국가
평화를 위한 노래(아랍어: السلام الأميري, as-Salām al-Amīrī)는 카타르의 국가이다. 셰흐 무바라크 빈 사이프 알타니(al-Shaykh Mubārak bin Sayf al-Thānī)가 작사하고 ʿAbdulʿazīz Nāṣṣir al-ʿUbaydān al-Fakhrū가 작곡했다. 1996년 카타르의 국가로 채택되었다. 채택되기 전까진 카타르의 옛 국가를 썼다.

## 가사
قسماً بمن رفع السماء 

قسماً بمن نشر الضياء 

قطر ستبقى حرة 

تسمو بروح الأوفياء 

سيروا على نهج الأولى 

وعلى ضياء الأنبياء 

قطر بقلبي سيرة 

عز وأمجاد الإباء 

قطر الرجال الأولين 

حماتنا يوم النداء 

وحمائم يوم السلام 

جوارح يوم الفداء

## 라틴 음역
Qasamān biman rafa sameʾ

Qasamān biman našhraz ziyeʾ

Qaṭarun satbaqá x.auratan

Tasmū birux.i l-aufieʾ

Sīrūʾ ʿalá nuhaj ilu

Sīrūʾ Walá ziyāʾil 'anbiyāʾ

Qaṭarun biqalbī sīrât 'azul amjaad ul 'iba

Qaṭarun i-rijaal al-'awain

Humātunā yawma l-nidāʾ

Wa-ḥamāʾimun yawma s-salām

Ğawāriḥa yauma l-fidāʾ

Qasamān qasamān

Qasamān biman rafa sameʾ

Qasamān biman našhraz ziye

Qaṭarun satbaqá x.auratan

Tasmū birux.i l-aufieʾ

## 영어해석
I Swear, I Swear
Swearing by the one who raised the sky
Swearing by the one who spread the light
Qatar will always be free
By the spirit of the loyal
Travel the high road
Travel by the guiding light of the Prophets
In my heart, Qatar is a way that respects the achievements of our forefathers
Qatar is the land of the foremost men
Who protect us in time of distress,
Doves they can be at times of peace,
Warriors they are at times of sacrifice (2x)
I Swear, I Swear
Swearing by the one who raised the sky [5]
Swearing by the one who spread the light
Qatar will always be free
By the spirit of the loyal

## 해석
맹세한다. 맹세한다.
하늘을 드높인 자의 이름으로 맹세한다
빛을 퍼뜨린 자의 이름으로 맹세한다
충성의 영혼으로서
카타르는 자유로워질 것이다.
가장 확실한 길로 걸어가라
예언자가 인도하는 빛을 따라
내 마음속 카타르는
나는 선조들의 업적을 존경하는 방법이다.
카타르는 가장 중요한 자들의 땅이며,
고통의 시간으로부터 지켜주며,
평화로운 시대에 존재하는 비둘기들과
희생의 시대에 존재하는 전사들의 땅이다.